# Christian de Chalonge
Christian René Marcel Gillet de Chalonge, född 21 januari 1937 i Douai, Hauts-de-France, är en fransk filmregissör och manusförfattare.

## Utmärkelser
de Chalonge vann Louis Delluc-priset 1978 för L'Argent des autres.

## Filmografi i urval
- 1967 – O Salto (manus och regi)
- 1970 – Alliansen (manus och regi)
- 1978 – L'Argent des autres (manus och regi)
- 1981 – Malevil (manus och regi)
- 1990 – Docteur Petiot (manus och regi)
- 1991 – Le Voleur d'enfants (manus och regi)
- 1996 – Le Bel Été 1914 (manus och regi)
- 1997 – Le Comédien (regi)
- 1999–2002 – Maigret (TV-serie) (manus och regi)